# Čierna nad Tisou
Čierna nad Tisou (mađ. Tiszacsernyő) je grad u Košičkom kraju u istočnoj Slovačkoj. Grad upravno pripada Okrugu Trebišov.

## Zemljopis
Grad se nalazi na nadmorskoj visini od 102 metra, a obuhvaća površinu od 9,37 km². Nalazi se u trokutu između Mađarske, Ukrajine i Slovačke.

## Povijest
Grada je jedan od najmlađih u Košičkom kraju osnovan je 1828. godine.

## Stanovništvo
| Godina:     | 1993. | 2003.   | 2013.    | 2023.   |
| ----------- | ----- | ------- | -------- | ------- |
| Broj ljudi: | 4992  | 4538    | 3772     | 3406    |
| Razlika:    |       | -9,09 % | -16,87 % | -9,70 % |

| Godina:     | 2022. | 2023.   |
| ----------- | ----- | ------- |
| Broj ljudi: | 3441  | 3406    |
| Razlika:    |       | -1,01 % |

Po popisu stanovništva iz 2007. godine grad je imao 4162 stanovnika.

### Etnički sastav
Prema službenom popisu stanovništva iz 2001. godine etnički je sljedeći:
- Mađari –  2792 (60,1 %)
- Slovaci – 1554 (33,5 %)
- Romi – 249 (5,4 %)

## Vanjske poveznice
- Službena stranica grada

### Ostali projekti
|  | Zajednički poslužitelj ima još gradiva o temi Čierna nad Tisou |